# Сан Касијано (Равена)
Сан Касијано је насеље у Италији у округу Равена, региону Емилија-Ромања.
Према процени из 2011. у насељу је живело 240 становника. Насеље се налази на надморској висини од 220 м.